# 黄楼街道 (徐州市)
黄楼街道，是中华人民共和国江苏省徐州市鼓楼区下辖的一个乡镇级行政单位。

## 行政区划
黄楼街道下辖以下地区：
华联社区、万通社区、白云社区、彭校社区、永康社区、红杉树社区、大坝头社区和庆北社区。